# Stane Lenardič
Stane Lenardič (partizansko ime Žan) , slovenski pravnik, politik, publicist in diplomat, * 26. september 1918, Krmin, † (?) marec 2008, Ljubljana.

## Življenje in delo
Rodil se je v družini orožnika Cirila in gospodinje Petre Lenardič. Oče se je predčasno upokojil nato pa se je družina po 1. svetovni vojni preselila v Državo Slovencev, Hrvatov in Srbov. Oče se je tu kot vratar zaposlil v radeški  
tovarni papirja. Osnovno šolo je obiskoval v Radečah. Ko je bil star štirinajst let mu je mati kupila fotoaparat na plošče. Z osnovami fotografije se je seznanil pri fotografu v Radečah. Gimnazijo je obiskoval v Celju in Ljubljani, kjer je 1939 tudi maturiral. Po maturi se je vpisal na ljubljansko Pravno fakulteto. Že kot srednješolec je bil član Sokola in šolskega strelskega društva, pisal pa je tudi članke v mladinski časopis Naša volja. Kot študent je deloval v akademskem društvu Jugoslavija in skupini »disidentov«, ki je snovala društvo Svoboda. Nekaj časa je bil predsednik kluba primorskih Slovencev Doberdob, bil pa je tudi član Društva prijateljev Sovjetske zveze. Leta 1941 je delal v mladinski sekciji pri liberalni stranki Stara pravda, ki jo je vodil Črtomir Nagode. Občasno je skrbel za zvezo med Staro pravdo in Osvobodilno fronto. Januarja 1942 zapustil Staro pravdo, ki so jo izključili iz OF zaradi njenih stališč glede gibanja, ki ga je vodil Draža Mihailović, in se pridružil OF. Julija 1943 je odšel v partizane in delal v raznih enotah kot propagandist, vojni dopisnik in fotograf. Največ časa je bil v Šlandrovi brigadi in 4. operativni coni. Marca 1945 so ga dodelili v propagandni oddelek  GŠ NOV in POS od koder so ga poslali kot častnika za zvezo in vojnega dopisnika v štab 4. armade, ki je sodelovala v sklepnih bojih za osvoboditev Jugoslavije. S 4. armado je prišel v Trst. Tu je ostal do 1947. Bil je vodja podružnice Tanjuga za Slovensko Primorje, urednik tržaških časopisov Ljudski tednik in Primorski dnevnik ter odgovorni urednik Soče v Gorici. Sodeloval je tudi pri  snemanju filma Trst, ki je postal del gradiva pri sklenitvi Pariškega mirovnega sporazuma. Jeseni 1947 je iz Gorice odšel na študij v Ljubljano in 1948 diplomiral na Pravni fakulteti. Nato je pri časopisu Ljudska pravica delal kot zunanjepolitični komentator, od 1949 do 1952 je bil zaposlen na uradu za informiranje pri vladi Ljudske republike Slovenije. Leta 1953 je ponovno odšel v Trst, kjer je bil stalni dopisnik Slovenskega poročevalca. Po treh letih se je vrnil v Ljubljano in se zaposlil pri časopisu Delo. Kasneje je bil stalni dopisnik iz Socialistične federativne republike Jugoslavije za ameriško TV družbo CBS. Od leta 1975 do 1981 pa je bil generalni konzul Jugoslavije v Clevelandu. Po vrnitvi v domovino se je leta 1981 upokojil.